# Tolerancia a la desecación en organismos fotosintéticos
La tolerancia a la desecación es la capacidad de algunos seres vivos para sobrevivir eventos extremos de deshidratación en su organismo sin sufrir daños irreparables. En general, se considera que los organismos fotosintéticos tolerantes a la desecación pueden equilibrar su contenido hídrico con el del aire (a una humedad relativa menor o igual al 50%) y después restablecer su actividad metabólica al rehidratarse. Otros parámetros umbrales, de mayor relevancia fisiológica, que también pueden emplearse para reconocer organismos tolerantes son el “potencial hídrico protoplasmático” (los organismos tolerantes a la desecación sobreviven valores de -25 MPa o incluso más negativos), y el “contenido hídrico absoluto” (los organismos tolerantes, sobreviven a valores menores o iguales a 0,1 g de agua por g de peso seco) ,.
El término tolerancia a la desecación no debe confundirse con el término tolerancia a la sequía. De hecho las estrategias empleadas por las especies tolerantes a la desecación para afrontar variaciones ambientales en la disponibilidad de agua son notablemente diferentes a las empleadas por las especies tolerantes a la sequía. En el caso de las plantas, las especies tolerantes a la sequía luchan contra la pérdida de agua de sus tejidos para tratar de mantener un turgor celular (contenido de agua) adecuado que les permita seguir realizando sus funciones vitales. Por el contrario, las plantas tolerantes a la desecación experimentan la deshidratación como una condición de estrés transitorio, y activan mecanismos que les permiten sobrevivir la deshidratación severa: las funciones celulares se interrumpen y las plantas entran en un estado quiescente de anhidrobiosis en el que pueden permanecer a medio y/o largo plazo (incluso años en algunas especies). Así, la tolerancia a la desecación puede entenderse, de hecho, como una estrategia a través de la que “huir” de la sequía
,.
El término tolerancia a la desecación tampoco debe confundirse con el término poiquilohidria. En este caso, incluso la bibliografía es a veces confusa ya que ambos términos no son siempre empleados con rigurosidad. Poiquilohidria hace referencia a la tendencia de algunos organismos a equilibrar su contenido hídrico con la humedad del ambiente que les rodea (por ejemplo aire a una humedad relativa del 50 %). Por el contrario, el término “tolerancia a la desecación” hace referencia a la capacidad del organismo para sobrevivir a una pérdida de agua muy severa en sus tejidos, independientemente de su capacidad para prevenir dicha pérdida de agua (por ejemplo a través de ceras que recubran sus hojas, o por medio del cierre estomático, etc.)
La principal diferencia entre un organismo poiquilohídrico y un organismo tolerante a la desecación subyace en la capacidad del organismo en cuestión para restablecer sus funciones vitales después de un evento de deshidratación severa. La supervivencia al evento de deshidratación severa será sólo posible en un organismo tolerante a la desecación pero no en un organismo poiquilohídrico. Como ejemplo, las macroalgas que habitan aguas profundas carecen de mecanismos que les ayuden a controlar su contenido hídrico (son poiquilohídricas), de manera que se deshidratarán si permanecen un tiempo suficiente fuera del agua (por ejemplo, si las dejamos secar sobre una mesa durante varias horas). Sin embargo, serán incapaces de sobrevivir tal deshidratación (no son tolerantes a la desecación). En resumen, los organismos tolerantes a la desecación podrían considerarse poiquilohídricos mientras que no todos los organismos poiquilohídricos son tolerantes a la desecación (
,).

## Historia y descubrimiento
Anton van Leeuwenhoek describió por vez primera la tolerancia a la desecación en 1702 cuando poco después de inventar el microscopio, observó que ciertos “animáculos” (se trataba de rotíferos) revivían tras re-humedecer los sedimentos secos sobre los que se desarrollaban (Keilin 1959). Unos años más tarde, en 1743, Henry Baker anunció a la “Royal Society” que algunos animales eran capaces de deshidratarse hasta equilibrarse con la humedad del aire y después retomar sus funciones normales al rehumedecerse. Aun así, la existencia de la tolerancia a la desecación no fue aceptada por la comunidad científica hasta medio siglo después (Keilin 1959). Hacia la mitad del siglo XIX, otros observadores ya habían apreciado la presencia de esta peculiar estrategia en dos filos más de animales: los tardígrados y los nemátodos. Actualmente, en el siglo XXI, la tolerancia a la desecación ha sido ya descrita en otros cuatro filos de animales, además de en bacterias, hongos, un gran números de briófitos (término que agrupa a los musgos, hepátias y antocerotas), la mayoría de líquenes, y en más de 300 especies de plantas vasculares ,,.

## Distribución, origen y evolución
La tolerancia a la desecación en organismos fotosintéticos es una característica corriente en algunos órganos y estructuras especiales, frecuentemente relacionados con la dispersión y la reproducción. De hecho, muchos organismos fotosintéticos presentan la capacidad de sobrevivir a la desecación en forma de esporas, polen, semillas, rizomas, etc. Por el contrario, la tolerancia a la desecación en tejidos fotosintéticos no directamente relacionados con la reproducción, como pueden ser por ejemplo las hojas, presenta una distribución mucho más restrictiva siendo muy común entre los líquenes y los briófitos (musgos, hepáticas y antocerotas), menos común entre las algas, rara entre los pteridofitos (helechos y grupos afines), muy extraordinaria entre las angiospermas (plantas con flor) y aún no descrita hasta la fecha en gimnospermas (coníferas) ,.
Algunos autores defienden que el origen de la tolerancia a la desecación en tejidos vegetativos pudo representar un papel crucial en la colonización del medio terrestre por parte de algunas plantas primitivas que habitaban medios de agua dulce. Posteriormente, la evolución de organismos fotosintéticos cada vez más complejos, estructural y morfológicamente, junto con la adquisición de mecanismos para preservar el agua dentro de las especies vasculares, podrían haber dado lugar a la pérdida de la tolerancia a la desecación en tejidos vegetativos (hojas). Sin embargo, los genes involucrados en esta estrategia podrían haberse preservado de manera silenciada en el genoma de las plantas que sólo se expresarían en respuesta a eventos de deshidratación. Un ejemplo extraordinario, que apoya esta teoría se encuentra en la especie Lindernia brevidens.  Lindernia brevidens es un pariente cercano de Craterostigma plantagineum una planta muy empleada como modelo en estudios de tolerancia a la desecación. Se ha descrito que Lindernia brevidens, que es endémica del bosque lluvioso de las montañas de Kenia y Tanzania, es tolerante a la desecación, incluso aunque nunca experimenta eventos de reducida disponibilidad de agua en su ambiente natural.

## Tipos de la tolerancia
Los organismos fotosintéticos tolerantes a la desecación pueden clasificarse en dos grupos atendiendo al nivel de retención de clorofila en sus tejidos deshidratados: organismos homoioclorófilos y organismos poiquiloclorófilos. La mayoría de algas, briófitos, helechos y angiospermas presentan una estrategia homoioclorofílica, esto es, que las clorofilas y la estructura general del cloroplasto se preservan durante el estado deshidratado. La homoioclorofilia resulta una estrategia ventajosa durante la rehidratación, ya que la actividad fotosintética puede recobrarse con rapidez (en unas pocas horas o incluso minutos). Sin embargo, implica también el inconveniente de poseer un aparato fotosintético semiactivo durante la desecación, cuando la fijación de carbono cesa pero las clorofilas siguen excitándose en presencia de luz. Esta situación conlleva graves riesgos de estrés fotooxidativo que la planta habrá de contrarrestar: en el estado deshidratado, las clorofilas siguen absorbiendo energía lumínica que no puede ser transformada en energía química en el aparato fotosintético. Este exceso de energía, puede generar la formación de especies reactivas de oxígeno altamente destructivas en las células de la planta.
Tan solo unas pocas especies de angiospermas, todas ellas del grupo de las monocotiledóneas, presentan la estrategia de la poiquiloclorofilia. Las plantas poiquiloclorófilas degradan sus clorofilas y desorganizan la estructura tilacoidal del cloroplasto durante la desecación, reduciendo drásticamente el riesgo de estrés fotooxidativo. Como desventaja, el aparato fotosintético ha de ser re-sintetizado y el cloroplasto reestructurado de nuevo durante la rehidratación, con lo que la recuperación de la actividad fotosintética normal conlleva un gran esfuerzo energético y varios días.

## Mecanismos de tolerancia
La deshidratación de los tejidos está ligada fundamentalmente a dos tipos de daños físicos y bioquímicos que los organismos tolerantes a la desecación han de prevenir o reparar: por un lado, los daños relacionados con la desorganización de ultraestructuras (como la pérdida de integridad en las membranas celulares y los cambios de configuración de macromoléculas como las proteínas) y por otro lado, los daños asociados al estrés oxidativo.
El enrollamiento o plegamiento de los tejidos fotosintéticos (hojas, frondes, filidios, talos, etc.) es una respuesta generalizada de la mayoría de organismos fotosintéticos a la deshidratación, incluyendo las angiospermas, helechos, briófitos, líquenes, y macroalgas ,,. La parte superior de las hojas (el haz) queda en el interior del plegamiento mientras que la cara inferior (el envés) queda al descubierto. El envés está además con frecuencia recubierto de pelos, escamas o pigmentos rojos (antocianinas) que filtran la luz disminuyendo notablemente la cantidad de energía lumínica que puede llegar a ser absorbida por las clorofilas. De este modo, se protege a los tejidos fotosintéticos de la fotoinhibición y de daños fotooxidativos.
La capacidad de plegamiento de las hojas, se relaciona con una reducción acusada del volumen celular (debido a la pérdida de agua) y una inusual flexibilidad de las paredes celulares en algunas plantas tolerantes a la desecación.

### Mecanismos frente al estrés mecánico: Cambios en la pared celular y la vacuola
La deshidratación induce una inevitable reducción del volumen celular que podría causar una separación física entre la membrana y la pared celular y una ruptura de las conexiones intercelulares (plasmodesmos) de consecuencias letales para el organismo. En las plantas tolerantes a la desecación, estas posibles consecuencias del estrés mecánico son incompatibles con la supervivencia, y por ello los previenen por medio de dos estrategias principales. Por un lado, la reducción en el volumen celular puede verse acompañada por un incremento en la flexibilidad de la pared celular ,, de manera que se evita la separación entre la membrana y la pared. Este aumento de flexibilidad ocurre gracias a cambios específicos en la composición química de la pared, tales como el aumento de pectinas y xyloglucanos desesterificados, o la síntesis de expansinas, que son las principales proteínas involucradas en la flexibilidad de la pared ,. Por otro lado, la pérdida de volumen celular puede evitarse a través del reemplazamiento del agua de la vacuola por solutos compatibles tales como pequeñas proteínas, aminoácidos y azúcares. En paralelo al re-emplazamiento del agua, la enorme vacuola central se divide normalmente en pequeñas vacuolas de menor tamaño. Esta fragmentación también contribuye al mantenimiento de la estructura celular, ya que pequeñas y numerosas vacuolas proporcionan una mayor estabilidad mecánica ,. Ambas estrategias para afrontar el estrés mecánico durante la deshidratación no son excluyentes y pueden presentarse simultáneamente en una misma célula.

### El estado vítreo
Preservar la estructura y funcionalidad de membranas y proteínas es crucial para sobrevivir a la deshidratación. Para ello, las plantas tolerantes a la desecación han desarrollado mecanismos basados en la sustitución de las moléculas de agua de sus tejidos por otras moléculas como azúcares y aminoácidos que, por medio de sus grupos OH, son capaces de formar puentes de hidrógeno con las cabezas polares de los lípidos o con la superficie de las proteínas, manteniendo así su integridad ,.
Cuando el contenido de agua intracelular desciende por debajo de 0,8 g de agua por g de peso seco, la viscosidad aumenta notablemente contribuyendo a una reducción en la movilidad molecular. Cuando el tejido en deshidratación alcanza valores de, aproximadamente, 0,1 g de agua por g de peso seco (o inferiores) el citoplasma se vitrifica entrando en un estado conocido como el estado vítreo. En términos fisicoquímicos, un vidrio se define como un estado metaestable amorfo que se asemeja al estado sólido pero que retiene el desorden molecular propio de un líquido Franks et al. 1991. Un ejemplo cotidianos de una sustancia en estado vítreo a temperatura ambiente podría ser el caramelo. Un vidrio puede definirse también como un líquido extremadamente viscoso que presenta las propiedades físicas de un sólido pero las propiedades termodinámicas de un líquido. En este estado, la posición de unas moléculas respecto a otras es desorganizada (al contrario de lo que ocurren en una red cristalina). La formación de vidrio intracelular reduce la velocidad de reacciones de deterioro (tales como oxidaciones) e imposibilita la actividad enzimática, de manera que su establecimiento se considera fundamental para el mantenimiento a largo plazo de la viabilidad de tejidos deshidratados. Las propiedades del estado vítreo dependen de tres factores fundamentales: el contenido de agua, la temperatura y la composición química. La acumulación de azúcares no reductores, como la rafinosa y la trehalosa, y de un tipo de proteínas conocidas con el nombre de “proteínas LEA” (del inglés Late Embriogenesis Abundant) parecen jugar un papel fundamental en la formación del vidrio intracelular durante la deshidratación de tejidos de organismos tolerantes a la desecación.

### Mecanismos frente al estrés oxidativo
Durante la desecación, la fotosíntesis es inhibida debido a tres factores principalmente: (i) el incremento de la viscosidad celular (que dificulta o imposibilita el movimiento molecular), (ii) la concentración de iones en el citoplasma y (iii) la falta de donador de electrones (las moléculas de agua) para el fotosistema II. La paralización de la actividad fotosintética conlleva la sobre-excitación del aparato fotosintético que es exacerbada cuando los tejidos se desecan expuestos a la luz. En estas condiciones, los mecanismos antioxidantes de las plantas tolerantes a la desecación, son cruciales para su supervivencia. Los antioxidantes hidrofílicos glutatión y ascorbato, y el antioxidante lipofílico zeaxantina, son acumulados durante la deshidratación en la mayoría de organismos fotosintéticos tolerantes a la desecación, como por ejemplo: Ramonda serbica, Myrothammnus flabellifolia, Pelvetia canaliculata, Lobaria pulmonaria, Syntrichia ruralis, Ceterach officinarum, etc. ,,,,.

## La rehidratación: reactivación del metabolismo y reparación de daños
Muchos de los estudios realizados hasta el momento se centran en la comprensión de los mecanismos metabólicos que permiten a las plantas tolerantes a la desecación sobrevivir en el estado deshidratado. Sin embargo, resulta cada vez más evidente que los procesos activados durante la rehidratación son cruciales para la reactivación exitosa del metabolismo. Durante la fase inicial de la rehidratación parece darse una producción masiva de especies reactivas de oxígeno que los organismos tolerantes a la desecación son capaces de controlar mediante una eficiente respuesta antioxidante. Dicha producción masiva se ha descrito durante la rehidratación de diversos organismos tales como briófitos 
, líquenes ( 
, 
, y angiospermas.
Adicionalmente, durante los estadios iniciales de la rehidratación, el control de la entrada de agua en las células podría ser también de especial relevancia para evitar daños físicos debidos a un cambio en el volumen celular demasiado repentino. En este sentido, un grupo de proteínas conocidas como acuaporinas parecen tener una función importante en la regulación del flujo de agua hacia el interior celular 
,. 
En lo que se refiere al restablecimiento de los procesos metabólicos, la respiración es restablecida casi de inmediato durante la rehidratación, mientras que la actividad fotosintética requiere de tiempos más largos que pueden ir desde unos pocos minutos (es el caso de muchos briófitos y líquenes) hasta incluso varios días (como es el caso de las plantas poiquiloclórofilas). Los estudios más recientes a cerca de la metabolómica y la expresión de genes, revelan la importancia de la protección del aparato fotosintético durante la desecación y la rápida reactivación de la síntesis de proteínas durante la rehidratación como partes clave de la estrategia de la tolerancia a la desecación en organismos fotosintéticos 
. Muchos de los cambios en la expresión de genes necesarios para sobrevivir al estado desecado tienen lugar durante la deshidratación, en muchos casos incluso cuando codifican proteínas que serán empleadas después de la rehidratación. Por otra parte, algunos de los mecanismos relacionados con la tolerancia a la desecación, como por ejemplo la acumulación de azúcares osmoprotectores y formadores de vidrio,  parecen darse de manera constitutiva en las plantas tolerantes a la desecación. 
A pesar de que aún queda mucho por estudiar antes de que la tolerancia a la desecación de los organismos fotosintéticos pueda llegar a entenderse por completo, cada vez parece más evidente que se trata de un carácter poligénico (muchos genes implicados) que requiere de un eficiente sistema de protección que garantice la integridad de los compartimentos celulares y las macromoléculas. Las moléculas individuales implicadas en tales procesos son en ocasiones específicas de cada especie, pero en general, las proteínas LEA, pequeños azúcares (trehalosa en algunas especies, sacarosa en otras) y moléculas antioxidantes como el glutatión y la zeaxantina parecen comunes a la mayoría de los organismos fotosintéticos tolerantes a la desecación.